# Margaret Moscheles

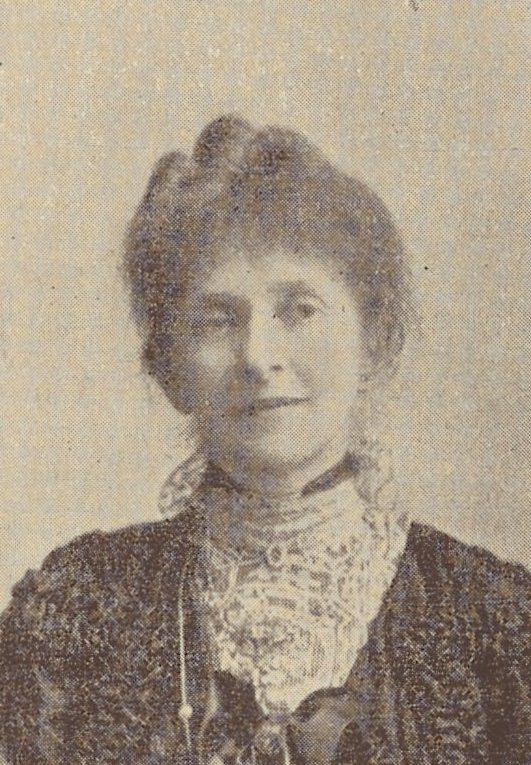
Margaret Moscheles (um 1912)

Margaret „Grete“ Moscheles (geboren 1854 in Berlin als Margarethe Sobernheim; gestorben 20. Oktober 1927 in Hampstead, London) war eine deutsch-britische Malerin.

## Leben
Margarethe Sobernheim wurde 1854 in Berlin geboren. Ihre Familie war jüdischen Glaubens. Fälschlicherweise wird ihr Geburtsjahr mitunter mit 1871 angegeben. 1875 heiratete sie in Deutschland den Maler und späteren Friedensaktivisten Felix Moscheles (1833–1917), der ebenfalls jüdischer Herkunft war. Mit der Heirat nahm sie seinen Nachnamen an; später ging das Ehepaar ins Vereinigtes Königreich, die Heimat ihres Ehemannes, wo auch „Margaret“ britische Staatsbürgerin wurde.
Moscheles war wie ihr Ehemann von Beruf her Malerin. Unter anderem stellte sie in den Räumen der Allied Artists’ Association aus, ebenso wie im Women’s International Arts Club. 1905 und 1912 präsentierte sie auch ihre Werke in den Räumen der Royal Academy of Arts. Ihr Gemälde Dead at Sea, Algiers befindet sich in der Sammlung des National Trusts im Smallhythe Place. Der Dichter und Illustrator Edwin Ellis kommentierte 1893 in einer Ausstellungskritik über Moscheles’ Werk: „Margaret Moscheles zeigt einige Beispiele anmutigen Geschmackes, entschiedener Pinselarbeit und gekonnter Bildanordnungen, die es offensichtlich machen, dass sie den Künstlerinnen der Zukunft zugerechnet werden muss“.
Daneben betätigte sie sich wie ihr Mann in der Friedensbewegung und als Esperantistin. Der Esperantist Félicien Menu de Ménil widmete ihr 1908 ein auf Esperanto geschriebenes Musikstück mit dem Titel Mi aŭdas vin. Gemeinsam mit ihrem Ehemann beteiligte sie sich zudem an der ethischen Bewegung und war wie ihr Ehemann unter den Mitbegründern der  West London Ethical Society. Ferner beteiligte sie sich an Aktivitäten der britischen Suffragettenbewegung. Für die Zeitschrift Jus Suffragii, offizielles Organ der International Woman Suffrage Alliance, verfasste sie für die Ausgabe im Juli 1914 einen Nachruf auf Bertha von Suttner, mit der sie zuvor in Briefkontakt gestanden hatte. Moscheles starb 1927 im Alter von 73 Jahren.